# Cuirasatul japonez Haruna
Cuirasatul japonez Haruna (榛名) care și-a primit numele după muntele Haruna, a fost un cuirasat al Marinei Imperiale Japoneze. A fost cel de-al patrulea și ultimul cuirasat din clasa Kongo. A fost construit în Kobe de Uzinele de Construcții Navale din Kawasaki de către proiectantul englez George Thurston și lansat la apă la 14 decembrie 1913.

## Caracteristici
Armament:
- 8 tunuri 356 mm
- 16 tunuri de 152 mm
- 8 tunuri de 127 mm
- 122 autotunuri antiaeriene de 25mm

Blindaj:
- punte: 38–70 mm, mai târziu 101 mm
- centură: 200mm

## Istoric
În anul 1920 în timpul unor exerciții militare o explozie a distrus unul din tunurile sale ucigând șapte persoane.

În timpul carierei sale, Haruna a beneficiat de două îmbunătățiri majore.  

În 1933 suprastructura a fost complet reconstruită, viteza mărită și a fost echipat cu catapulte de lansare pentru hidroavioane.

Fiind destul de rapid să însoțească flota de portavioane în creștere a Japoniei, Haruna a fost reclasificat ca și cuirasat rapid.
Haruna a participat în mai multe acțiuni militare:
- Bătălia de la Midway
- Campania din Guadalcanal
- Bătălia din Marea Filipinelor
- Bătălia din Golful Leyte în care a luptat cu nave americane.

În 1945 Haruna a fost transferat la baza navală din Kurile unde la 28 iulie 1945 a fost scufundat de  un avion al TF38.

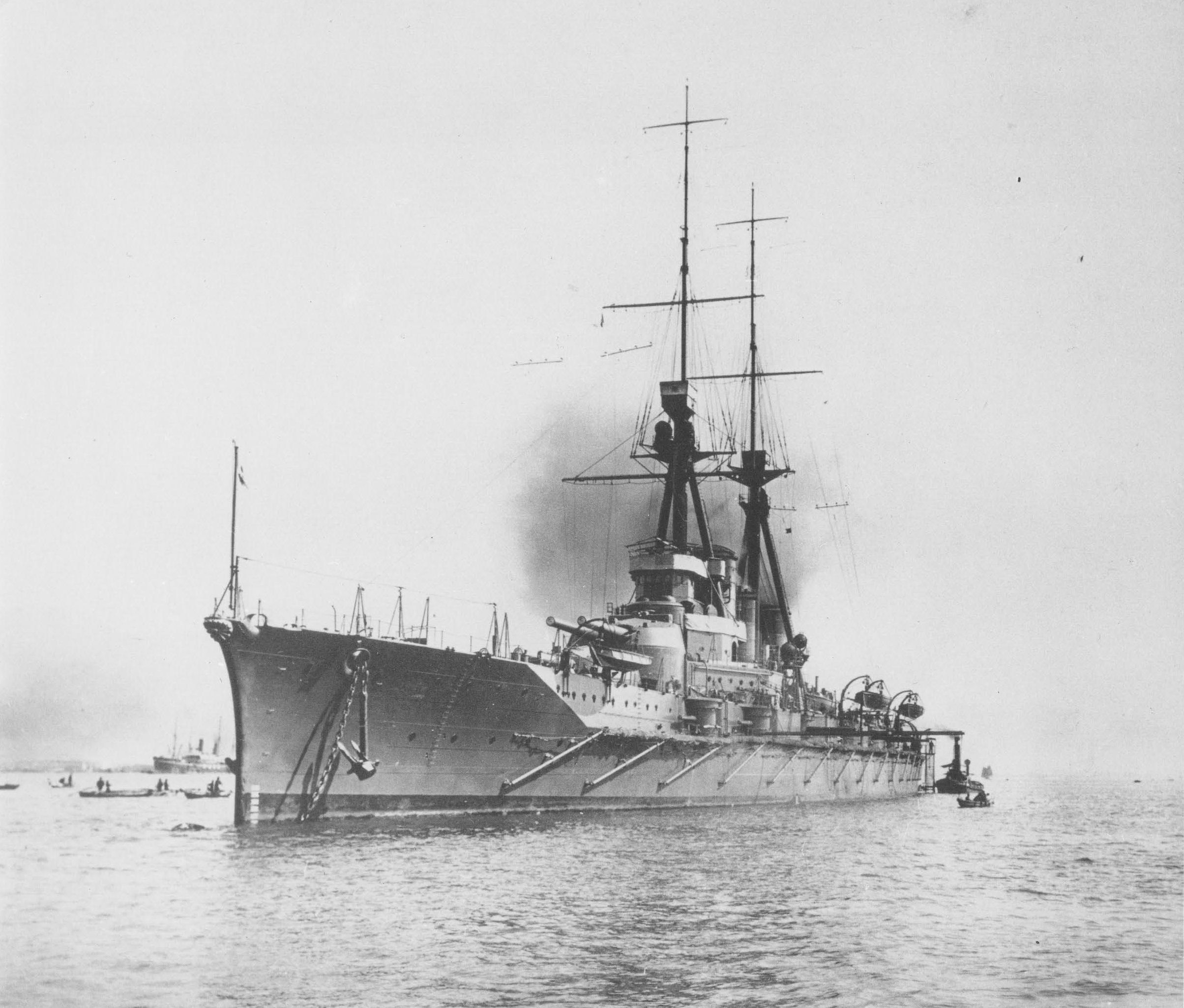
Haruna la Kōbe în 24 aprilie 1915

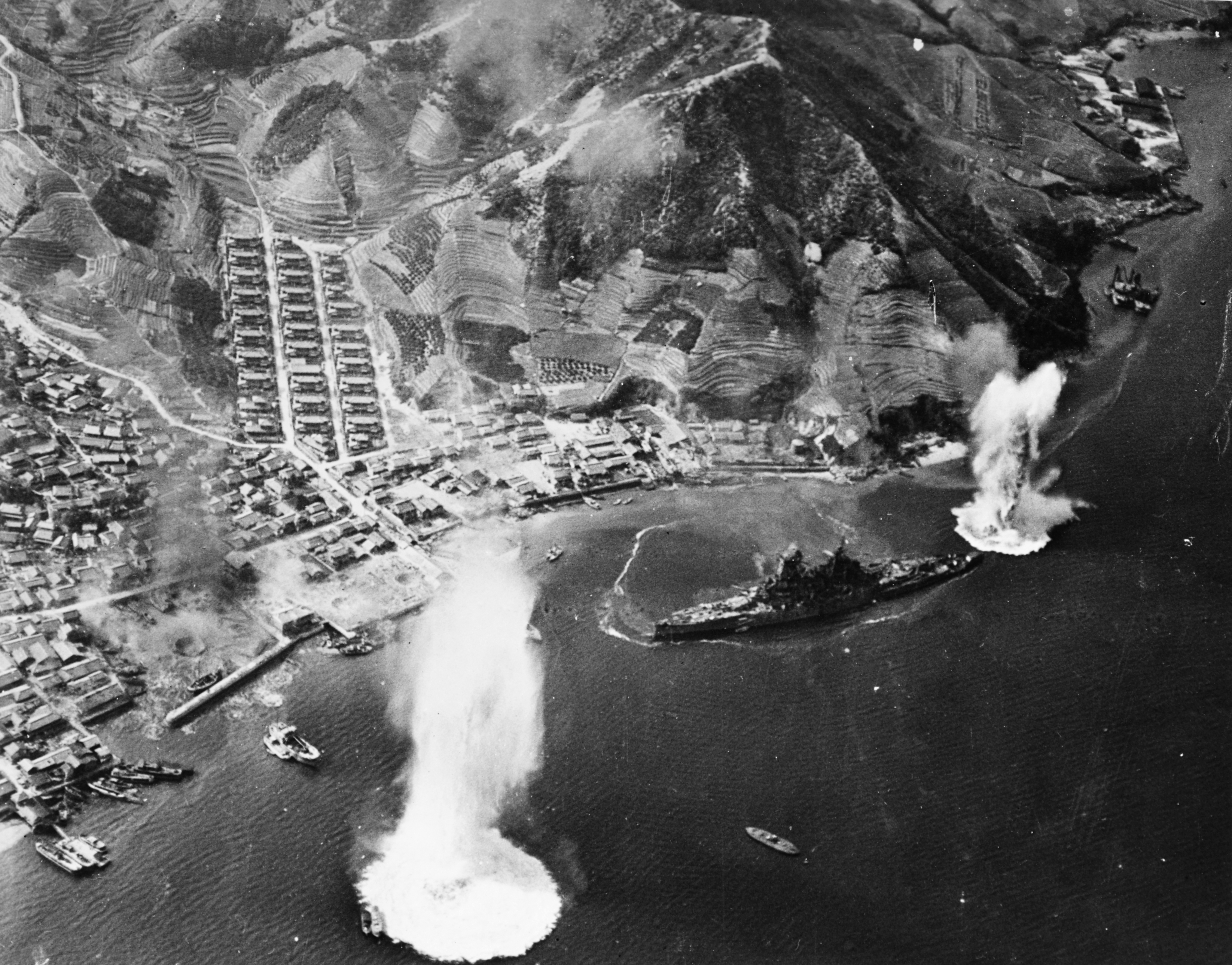
Haruna ancorată lângă Kure, Japonia, atacat de un avion al U.S. Navy, 28 iulie 1945

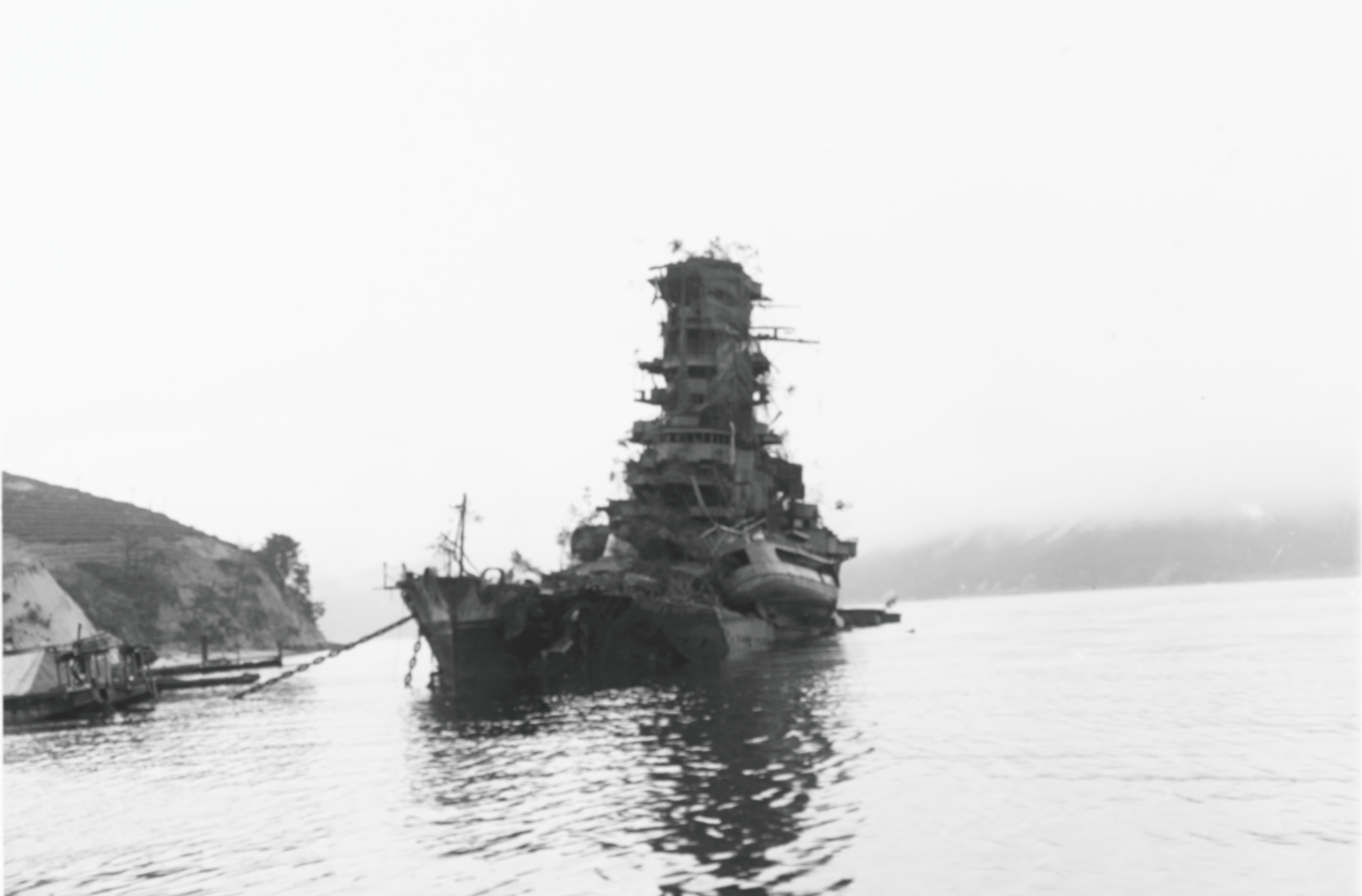
Haruna, încă în ancoră scufundată după atacul din 28 iulie 1945